# Sainte-Feyre-la-Montagne
Sainte-Feyre-la-Montagne is een gemeente in het Franse departement Creuse (regio Nouvelle-Aquitaine) en telt 109 inwoners (2004). De plaats maakt deel uit van het arrondissement Aubusson.

## Geografie
De oppervlakte van Sainte-Feyre-la-Montagne bedraagt 6,9 km², de bevolkingsdichtheid is 15,8 inwoners per km².

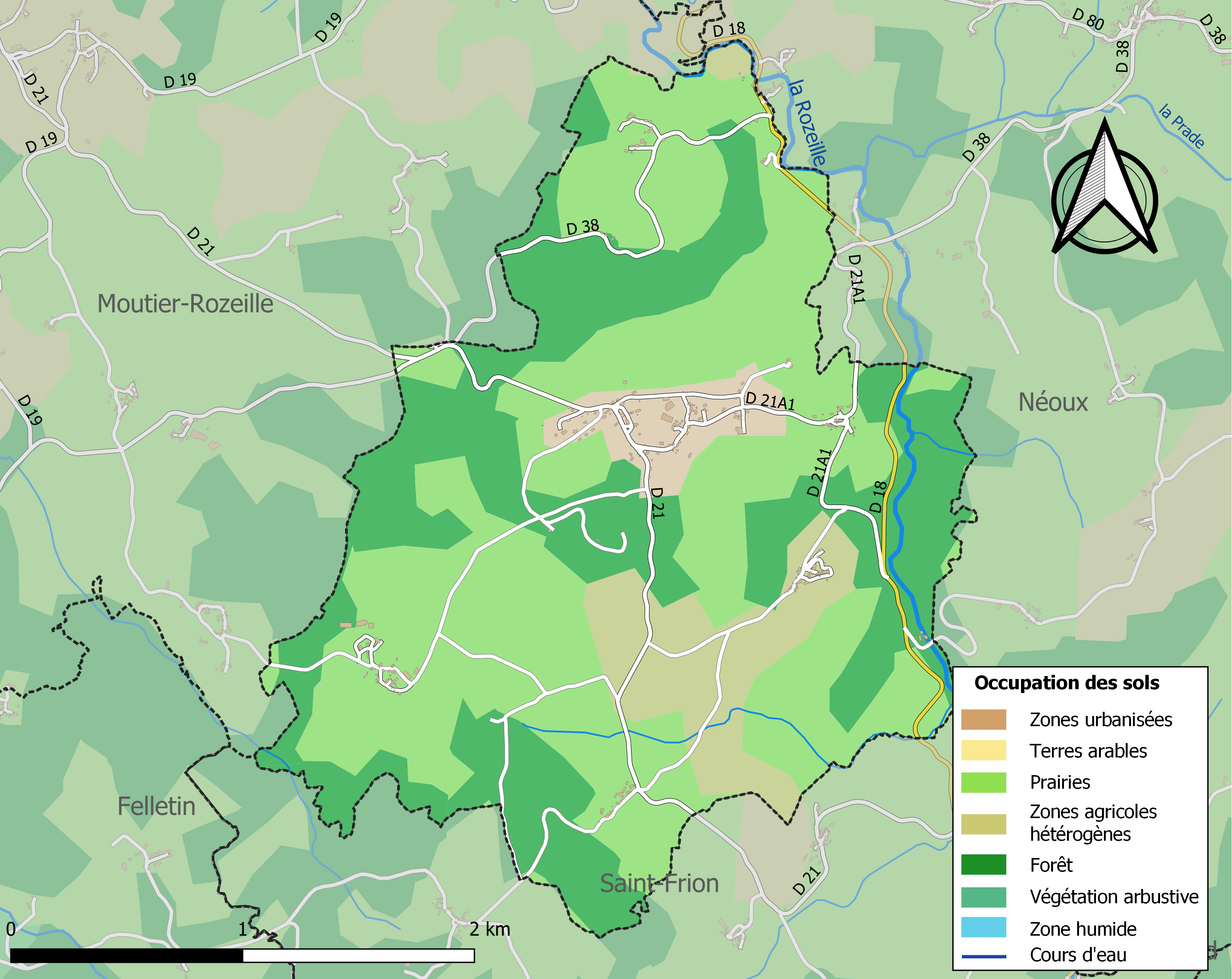
Kaart van de gemeente met de belangrijkste infrastructuur, bodemgebruik en omliggende gemeenten

## Demografie
Onderstaande figuur toont het verloop van het inwonertal (bron: INSEE-tellingen).

1. ↑  Populations de référence 2022.